# Vitkovac (miasto Kraljevo)
Vitkovac (cyr. Витковац) – wieś w Serbii, w okręgu raskim, w mieście Kraljevo. W 2011 roku liczyła 714 mieszkańców.